# ملادی سمولیوتس
ملادی سمولیوتس (به چکی: Mladý Smolivec) یک منطقهٔ مسکونی در جمهوری چک است که در Plzeň-South District واقع شده‌است. ملادی سمولیوتس ۳۰٫۳۹ کیلومتر مربع مساحت و ۷۲۱ نفر جمعیت دارد و ۵۱۴ متر بالاتر از سطح دریا واقع شده‌است.